# Zapsoň
Zapsoň, ukrajinsky Запсонь, maďarsky Zápszony, je obec v kosonské venkovské komunitě v okrese Berehovo v Zakarpatské oblasti Ukrajiny. V roce 2001 žilo v Zapsoni 1 799 obyvatel, z toho 94,27 % obyvatel mělo rodný jazyk maďarštinu.

## Historie
První písemná zmínka o obci pochází z roku 1271. V roce 1566 byla obec zničena tatarským nájezdem. Do uzavření Trianonské smlouvy byla obec součástí Uherska, poté pod názvem Zapsoň součástí Československa. V letech 1938 až 1944 byla obec (v důsledku první vídeňské arbitráže) součástí Maďarského království. Od roku 1945 byla obec součástí Ukrajinské sovětské socialistické republiky, která byla součástí SSSR. Od roku 1991 je obec součástí nezávislé Ukrajiny.
V letech 1946 až 1991 se obec nazývala Zastavne (ukrajinsky Заставне).

## Pamětihodnosti
- Reformovaný kostel z roku 1803
- Památník na památku občanů padlých ve druhé světové válce a na památku obětí stalinského režimu
- Archeologicképamátky:
  - Naleziště se stopami po osídlení z doby pozdního paleolitu (před 30-20 tisíci lety), neolitu (5. tisíciletí př. n. l.) a doby měděné (4. tisíciletí př. n. l.).
  - Nejstarší hradiště na území Zakarpatí. Za dobu vzniku tohoto osídlení je považováno období od konce 5. do počátku 4. tisíciletí př. n. l. Osada zabírala místo ve tvaru kruhu o rozloze asi 2-2,5 hektaru. Oblast osady byla omezena a chráněna dvěma palisádovými prstenci - vnitřním a vnějším. V prostoru mezi oběma palisádami byl příkop, který měl úzké nebo ostroúhlé dno. Hloubka příkopu přesahovala 2 metry.